# 61-й гвардейский истребительный авиационный корпус
61-й гвардейский истребительный авиационный Минский корпус (61-й гв. иак) — соединение Военно-Воздушных сил (ВВС) Вооружённых Сил СССР.

## Наименования корпуса
- 1-й истребительный авиационный корпус;
- 1-й гвардейский истребительный авиационный корпус;
- 1-й гвардейский истребительный авиационный Минский корпус;
- 61-й гвардейский истребительный авиационный Минский корпус;
- Войсковая часть (Полевая почта) 55735;
- Войсковая часть (Полевая почта) 78598 (с 09.1955 г.).

## Создание корпуса
61-й гвардейский истребительный авиационный Минский корпус получил своё наименование в связи с массовым переименованием частей и соединений на основе решения Верховного Главнокомандующего 20 февраля 1949 года переименованием 1-го гвардейского истребительного авиационного Минского корпуса.

## Расформирование корпуса
61-й гвардейский истребительный авиационный Минский корпус был расформирован 1 мая 1980 года в составе 16-й воздушной армии, которая, в свою очередь была переименована в ВВС ГСВГ.

## Командиры корпуса
- генерал-майор авиации Миронов Сергей Иванович[2], период нахождения в должности: 16.04.1949 — 09.12.1949
- полковник Чупиков Павел Фёдорович, период нахождения в должности: 09.12.1949 — 13.09.1952
- генерал-майор авиации Мельников Игорь Сергеевич[2], период нахождения в должности: сентябрь 1952 — ноябрь 1954
- полковник, генерал-майор авиации (с 31.05.1954 г.) Кочергин Иван Александрович[2], период нахождения в должности: с ноября 1954 года по ноябрь 1957 года
- полковник, генерал-майор авиации (с 18.02.1958) Шевцов Александр Григорьевич, период нахождения в должности: 15.11.1957 — 11.01.1960
- полковник, генерал-майор авиации (с 1962 г.) Дольников Григорий Устинович, период нахождения в должности: с января 1964 года по октябрь 1967 года
- генерал-майор авиации Шибанов Николай Васильевич, период нахождения в должности: с 1968 года по 1971 год.
- полковник Стрижаков Анатолий Ефимович, период нахождения в должности: апрель 1976 — июль 1978.
- генерал-майор авиации Строгов Анатолий Никандрович, период нахождения в должности: с июля 1978 по май 1980 года.

## В составе объединений
| Объединение                                                                           | Период                  |
| ------------------------------------------------------------------------------------- | ----------------------- |
| 16-я воздушная армия Группа советских оккупационных войск в Германии                  | 20.02.1949 — 20.02.1949 |
| 24-я воздушная армия Группа советских оккупационных войск в Германии                  | 20.02.1949 — 04.04.1969 |
| 16-я воздушная армия Группа советских оккупационных войск в Германии                  | 04.04.1969 — 01.05.1980 |
| ВВС Группы советских войск в Германии Группа советских оккупационных войск в Германии | 01.05.1980 — 30.05.1980 |

## Соединения, части и отдельные подразделения корпуса

### Боевой состав корпуса на 20 февраля 1949 года
- 170-я гвардейская истребительная авиационная дивизия (4-я гвардейская истребительная авиационная дивизия)
  - 705-й гвардейский истребительный авиационный полк (64-й гвардейский истребительный авиационный полк)
  - 741-й гвардейский истребительный авиационный полк (65-й гвардейский истребительный авиационный полк)
  - 841-й гвардейский истребительный авиационный полк (66-й гвардейский истребительный авиационный полк)
- 119-я истребительная авиационная дивизия (240-я истребительная авиационная дивизия)
  - 86-й гвардейский истребительный авиационный полк (744-й истребительный авиационный полк)
  - 133-й гвардейский истребительный авиационный полк (42-й истребительный авиационный полк)
  - 900-й истребительный авиационный полк
  - 157-й истребительный авиационный полк (с декабря 1945 года ввиду расформирования 234-й истребительной авиационной дивизии)
- 131-я истребительная авиационная дивизия (269-я истребительная авиационная дивизия)
  - 916-й гвардейский истребительный авиационный полк (42-й гвардейский истребительный авиационный полк)
  - 813-й истребительный авиационный полк (с декабря 1945 года ввиду расформирования 215-й истребительной авиационной дивизии, расформирован в апреле 1947 года)
  - 168-й истребительный авиационный полк
  - 287-й истребительный авиационный полк (расформирован в 1960 году)
  - 916-й истребительный авиационный полк (расформирован в 1960 году)

В октябре 1949 года 131-я истребительная авиационная дивизия перебазирована из Польши в Германию.

### Боевой состав корпуса на 1950 год
- 170-я гвардейская истребительная авиационная дивизия (Цербст, Германия);
- 119-я истребительная авиационная дивизия (Фалькенберг, Германия);
- 131-я истребительная авиационная дивизия (Гроссенхайн, Германия).

В октябре 1951 года произошли существенные изменения в составе корпуса:
- 131-я истребительная авиационная Новгородская Краснознамённая дивизия перебазирована в состав 57-й воздушной армии в Ивано-Франковск. Вместо неё прибыла 105-я истребительная авиационная дивизия из состава 16-го истребительного авиационного корпуса ПВО (Харьков-Основа);
- 119-я истребительная авиационная Невельская Краснознамённая ордена Суворова дивизия перебазирована в состав 48-й воздушной армии в Тирасполь. Вместо неё прибыла 6-я гвардейская истребительная авиационная Донская-Сегедская Краснознамённая ордена Суворова дивизия из состава 48-й воздушной армии (Тирасполь).

В октябре 1953 года 170-я гвардейская истребительная авиационная дивизия заменена на 126-ю истребительную авиационную дивизию.

### Боевой состав корпуса на 1960 год
- 6-я гвардейская истребительная авиационная дивизия (Мерзебург, Германия);
- 126-я истребительная авиационная дивизия (Цербст, Германия);
- 105-я истребительная авиационная дивизия (Гроссенхайн, Германия).

В марте 1960 года 105-я истребительная авиационная дивизия была переведена в состав истребительно-бомбардировочной авиации и получила наименование 105-я истребительно-бомбардировочная авиационная дивизия, а в 1976 году была переименована в 105-ю авиационную дивизию истребителей-бомбардировщиков.
В таком составе корпус оставался до своего расформирования в 1980 году.

## Книги по истории корпуса
- Костенко Филипп Алексеевич. Корпус крылатой гвардии. — М.: Воениздат, 1974. — 269 с. — 50 000 экз.